# U-209号潜艇
U-209号（德語：U 209）是纳粹德国战争海军建造的568艘VII-C型潜艇（或称U艇）之一。它由基尔的日耳曼尼亚船厂承建，于1941年8月28日下水，至10月11日交付使用。第二次世界大战期间，该艇曾执行过七次巡逻作战，共击沉3艘、全损1艘苏联商船，累计总吨位为1,356吨。自1943年5月6日起，U-209号在北大西洋失踪，可能于5月7日左右在一次潜航事故中沉没，艇内46名官兵全数遇难。

## 设计
VII-C型是VII级潜艇的第三次、也是最有价值的改进型。它搭载了被称为“S装置”的新式主动声呐系统，为了容纳这种新设备，VII-C型的艇体尺寸有所增加，并重新设计了压载水舱，在其两侧各增加了一个可提供储备浮力的小型浮舱，有利于潜艇完成快速下潜。U-209号的全长为67.10米，舷宽6.20米、并有4.74米的吃水深度，水上和水下排水量分别为769吨和871吨。该艇采用双轴设计，具有两副直径为1.23米的三叶螺旋桨。在机械系统方面，VII-C型艇也得到了升级：通过艇上配备的燃油过滤系统，柴油机润滑系统的使用受命得以延长，也为不同润滑剂在艇上机械设备上混合使用留足了余地。原先前型艇用于发射鱼雷和主压载舱吹除操作的电动空气压缩机则改为容克斯的柴动压缩机，从而减小了对艇上电气系统的依赖；此外，该型艇还装配了更为现代化的电力转换系统。动力由两台日耳曼尼亚生产的F46型六缸四冲程1,400匹公制馬力（1,000千瓦特）机械增压柴油机用于水面运行，以及两台AEG提供的GU 460/8-276型375匹公制馬力（280千瓦特）双作用电动发电机用于水下航行；水面最高航速17.7節（32.8每小時），水下7.6節（14.1每小時）；能够在水面以10節（19每小時）航速续航8,500海里（15,700），或以4節（7.4每小時）连续在水下航行80海里（150）而无需充电。
武器装备方面，U-209号装备有五具内置式鱼雷发射管——艇艏四具、艇艉一具。其艇艉的鱼雷发射管设计在耐压壳体内部、两片舵之间，鱼雷可以由此向外发射。在轮机舱甲板下方还配备了用于艇艉的鱼雷装填系统，耐压壳体与甲板室之间一前一后还设计有外置鱼雷贮存装置，因此U-209号可携带14枚G7型鱼雷。但不同于其它批次的C型艇，该艇不设水雷贮存及布设装置。此外，它还搭载有一门配备220发弹药的88毫米35式速射炮以及一门配备1,195发弹药20毫米30式高射炮作为甲板炮。其标准船员编制为4名军官及40－56名水兵。

## 历史
1939年10月16日，海军造舰局将U-209号的建造合同发包予基尔的日耳曼尼亚船厂，并自1940年11月28日开始铺设龙骨，建造序列为638。经过整整九个月的建造，它于1941年8月28日下水，至10月11日在首度担任艇长的海军上尉海因里希·布罗达的指挥下交付使用。完成海试后，该艇加入驻但泽的第6潜艇区舰队，先是在波罗的海进行战备训练，进而于1942年3月作为前线艇移驻德占法国的圣纳泽尔。仅四个月后，U-209号便换编至在挪威卑尔根成立不久的第11潜艇区舰队；自1943年3月起又被部署至驻布雷斯特的第1潜艇区舰队，直至同年5月失踪。与当时大多数德国U艇一样，它在瞭望塔上漆有其主保城市布吕恩的纹章作为艇徽。
第二次世界大战期间，U-209号曾执行过七次巡逻和九次狼群作战，足迹遍及北大西洋和北冰洋多地，却仅击沉3艘、全损1艘累计总吨位为1,356吨的苏联商船，且均发生在第五次巡逻期间：1942年8月17日05:26至09:20，布罗达在伯朝拉海的马特维耶夫岛附近袭击了一支苏联拖船队。这些船只隶属于内务人民委员会阵营，在无护航的情况下航行，而苏联海军此前已因应该地区的U艇活动而停止了所有航运。船队由拖船共青团员号（Komsomolets）拖曳着驳船P-4号组成，驳船载着工人及设备，准备前往伯朝拉河的纳里扬马尔。在它们身后约3海里（5.6）的距离外，拖船诺德号（Nord）则拖曳着驳船Sh-500号和小型失效拖船科米列斯号（Komiles）。05:26，U-209号开始利用所有武器炮击领头船只，先是点燃了驳船，然后追击试图割断拖缆逃跑的拖船。共青团员号最终在5,500米外被击中，成为一艘燃烧的残骸。布罗达随即返回燃烧的驳船并试图用鱼雷将其击沉，但两枚分别于07:10和07:15发射的鱼雷均未击中。之后，布罗达决定先追击护航队的剩余船只，发现科米列斯号和Sh-500号停泊在距马特维耶夫岛以西约800米处，而负责拖曳它们的诺德号则已沿着浅水区朝海岸逃走。被遗弃的拖船于08:00遭炮火击沉，但五分钟后向驳船发射的一枚鱼雷未能命中，因此潜艇以甲板炮开火，直到驳船上的煤炭起火，并迅速于08:15离开，击沉另一艘驳船。由于U-209号的甲板炮弹药耗尽，P-4号于09:20被鱼雷作为“致命一击”击沉。惟共青团员号的残骸其后漂流到马特维耶夫岛，并在浅水中沉没。它于1944年11月被打捞上岸，随后经过修复，并返回纳里扬马尔服役至1947年。
1943年5月4日，即第七次巡逻期间，一架隶属加拿大皇家空军第5中队的PBY“坎索”水上飞机在格陵兰岛法韦尔角以南的56°38′N 42°38′W / 56.633°N 42.633°W处发动深水炸弹袭击，之前误认为击沉了U-630号，但实际上目标是U-209号，使之遭到严重破坏。后者于5月6日通过其姊妹艇U-954号发送最后一次报告，描述其在5月4日的空袭中遭受的严重损坏，包括主发报机故障。该艇随后不久被命令返回基地，并于5月19日未见其抵达而宣告失踪。据推测，U-209号很可能于5月7日左右因受损过重而在一次潜航事故中沉没，艇内46名官兵全数遇难。

## 袭击历史摘要
| 日期          | 船名       | 船籍 | 吨位 | 结局 |
| ------------- | ---------- | ---- | ---- | ---- |
| 1942年8月17日 | 科米列斯号 | 苏联 | 136  | 击沉 |
| 1942年8月17日 | 共青团员号 | 苏联 | 220  | 全损 |
| 1942年8月17日 | P-4号      | 苏联 | 500  | 击沉 |
| 1942年8月17日 | Sh-500号   | 苏联 | 500  | 击沉 |

## 脚注
1. ↑  威廉生，第11頁.
2. ↑  加洛普，第74頁.
3. 1 2  Gröner 1991，第43–46頁.
4. ↑  加洛普，第72頁.
5. ↑  . U-Boot-Archiv.   [2025-08-01].
6. 1 2  Helgason, Guðmundur. . German U-boats of WWII - uboat.net.   [2025-08-01].
7. ↑  Högel，第74頁.
8. 1 2  Helgason, Guðmundur. . German U-boats of WWII - uboat.net.   [2025-08-01].
9. ↑  Helgason, Guðmundur. . German U-boats of WWII - uboat.net.   [2025-08-01].
10. ↑  Helgason, Guðmundur. . German U-boats of WWII - uboat.net.   [2025-08-01].